# Anita Dunn
Anita Dunn (8 gennaio 1958) è una politica e funzionaria statunitense, direttrice delle comunicazioni della Casa Bianca durante l'amministrazione Obama.

## Biografia
La Dunn entrò alla Casa Bianca alla fine degli anni settanta, sotto la presidenza Carter. Inizialmente lavorò come stagista nell'ufficio del direttore delle comunicazioni e poi fu una collaboratrice del capo di gabinetto Hamilton Jordan.
Negli anni a seguire la Dunn si affermò come stratega politico, divenendo un elemento chiave di varie campagne elettorali. Fra le altre cose, lavorò come consigliera dei senatori John Glenn, Bill Bradley e Evan Bayh e del deputato Lloyd Doggett.
Successivamente entrò a far parte del team di Barack Obama e quando nel 2008 questi si candidò alle presidenziali, la Dunn venne nominata responsabile delle comunicazioni. In seguito, quando Obama divenne Presidente nominò la funzionaria Ellen Moran direttore delle comunicazioni. La Moran tuttavia abbandonò l'incarico dopo appena tre mesi e così Obama offrì il posto alla Dunn.
In veste di direttore delle comunicazioni, la Dunn si fece portavoce del risentimento dell'amministrazione Obama nei confronti della rete televisiva Fox News. La donna infatti, ai microfoni della CNN annunciò “Inizieremo a trattarli come si fa con qualsiasi avversario politico. Visto che hanno deciso di dichiarare guerra al presidente, smetteremo di fingere che si tratti di una legittima testata giornalistica”. Successivamente accusò la FOX di essere una costola del Partito Repubblicano e di aver strumentalizzato la vicenda di Bill Ayers per contrastare Obama durante la corsa alla Casa Bianca.
Le parole della Dunn sortirono l'ira del network, che ribatté diffondendo un video in cui la stratega citava Mao Tse-tung e Madre Teresa come i suoi due filosofi preferiti. La donna fu accusata apertamente di essere maoista, ma si difese replicando di aver parlato anche di Madre Teresa, sebbene nessuno l'avesse accusata di essere una santa.
Poco più di un mese dopo la Dunn annunciò il suo ritiro motivando la sua decisione con la volontà di tornare a lavorare nella sua società di comunicazioni.
Anita Dunn è sposata con Robert Bauer, anch'egli consulente e collaboratore di Obama, e i due hanno un figlio, Steven.